# Richard Dunn
Richard Johann Dunn (5 de setembro de 1943 - 4 de agosto de 1998) foi um executivo de televisão britânico e presidente da Thames Television de 1985 a 1995. Ele também foi membro do Conselho Internacional da Academia Nacional de Artes e Ciências Televisivas.

## Biografia
Richard Dunn, foi o primeiro diretor executivo da Thames Television, ele ingressou na emissora em 1978 como assistente pessoal do diretor de programação, Jeremy Isaacs, subindo ao cargo de diretor de produção em 1981. Ele assumiu o cargo de Bryan Cowgill como diretor executivo da empresa em 1985.
Dunn deixou a Thames  TV em 1995, quando Greg Dyke foi nomeado como chefe executivo da Pearson Television. Ele passou a se tornar CEO da News International Television, cargo que ele ocupou até o último ano de vida.